# Destroy Rebuild Until God Shows
Destroy Rebuild Until God Shows (ofta förkortat D.R.U.G.S.) är ett amerikanskt post-hardcoreband från Pontiac, Michigan som bildades 2010. De släppte sitt självbetitlade debutalbum den 22 februari 2011.

## Bildandet
D.R.U.G.S bildades sent år 2009/tidigt 2010. Efter att sångaren Craig Owens hade sparkats från sitt förra band Chiodos startade han snabbt upp ett nytt band med ett par vänner som spelat eller spelar i populära band. Bandmedlemmarna som skulle medverka i bandet tillkännagavs genom ett antal YouTube-videor från Craig Owens officiella YouTube-konto. Bandet anslöt sig till Pete Wentz skivbolag Decaydance. 
Bandmedlemmarna består av sångaren Craig Owens (tidigare Chiodos), gitarristen Nick Martin (Underminded), gitarristen Matt Good (From First to Last), trummisen Aaron Stern (Matchbook Romance) och basisten Adam Russell (Story of the Year).

## Självbetitlat album (2010-nu)
D.R.U.G.S började arbeta på sitt album i augusti 2010 i Los Angeles med producenten John Feldmann. Det har redan[när?] sålt i över 15 000 exemplar på bara första veckan.
Den 11 november 2010 släppte D.R.U.G.S sin första låt från albumet If You Think This Song Is About You, It Probably Is och den 6 december 2010 släppte de en låt till "Mr. Owl Ate My Metal Worm". Därefter släpptes låten "Sex Life" den 18 januari 2011. Dessa tre låtar inklusive låten "My Swagger Has a First Name" som släpptes 31 januari är singlar från skivan. Albumet släpptes 22 februari 2011. Bandet har också gjort en musikvideo till låten "If You Think This Song Is About You, It Probably Is".
Bandet gjorde mellan 4 och 10 mars 2011 en liten turné i Storbritannien och spelade sedan på Alternative Press-turnén med Black Veil Brides och stödjande band Versa Emerge och I See Stars mellan 18 mars och 29 april 2011. De spelade Counter Revolution tour i Australien och var därefter med på turnén World War 3 (WWIII) tillsammans med banden Asking Alexandria och Hollywood Undead.
28 november 2011 släppte bandet en osläppt b-side-låt från sitt album kallad "Rehab In Rifle Rounds" som släpptes för bandets ettårsjubileum.
Den 16 januari 2012 släppte D.R.U.G.S. ytterligare en ny låt kallad "Scream If You're Crazy". 
18 januari 2012 gjorde bandet detta uttalandet:

"It is with bittersweet sentiment that we announce some news today. Our bass player, Adam Russell, has made the personal decision to move on from Destroy Rebuild Until God Shows to pursue other opportunities. While we are happy to see him make a choice that will ultimately be best for him, of course, we are sad to see him go. Please know that we remain close friends and supporters of Adam, and that there are no hard feelings. Rest assured this will not affect our current tour schedule. Our close friend, Tai “Never Wrong, Always” Wright, will be filling in on bass duties on the upcoming SIN Tour which starts Thursday in Chicago."

## Avgång av Good, Martin och Stern (2012-nu)
Den 26 april 2012 släppte Chiodos en video där de antydde att Craig Owens hade återförenats med Chiodos och ersatt deras sångare Brandon Bolmer, som blev sångare i bandet efter Craig hade blivit utkickad. Dagen efter gjorde Matt Good, Nick Martin och Aaron Stern ett uttalande om att de hade bestämt sig för att lämna D.R.U.G.S. Det är för tillfället oklart ifall Craig Owens tänker fortsätta med D.R.U.G.S. och skaffa nya medlemmar eller ifall han tänker gå med i Chiodos som en fulltidsmedlem igen.
Detta uttalandet gjordes av bandet på deras hemsida 27 april 2012.

"To our loyal fans and friends, After much thought and consideration we (Matt Good, Nick Martin and Aaron Stern) have decided to announce that we will be moving on from D.R.U.G.S. This decision has not been easy to make, and we want to express how grateful we are for all of you who have supported us and made this the incredible experience it has been over the past couple of years. We’ll always look back on our time in this band with pride, and have no regrets about the music we’ve made or the people we’ve made it with. We want to thank everyone who has believed in us, and we hope you’ll keep believing in us. We look forward to the future, and we know we’ll be seeing you again soon, no matter where our paths lead next. With love and gratitude, Matt, Nick and Aaron."

## Bandmedlemmar
- Craig Owens - sång (2010-nutid)

Tidigare medlemmar
- Nick Martin - gitarr, bakgrundssång (2010-2012)
- Matt Good - gitarr, keyboard (2010-2012)
- Aaron Stern - trummor (2010-2012)
- Adam Russell - basgitarr (2010-2012)

Turnémedlemmar
- Tai Wright - bas gitarr, bakgrundssång (2012)

## Diskografi
Studioalbum
- 2011 - D.R.U.G.S. (musikalbum)